# وندیتهولم
وندیتهولم (به انگلیسی: Vandithavalam) یک روستا در هند است که در Palakkad district واقع شده‌است.

## خصوصیات
وندیتهولم ۱۲٬۱۶۰ نفر جمعیت دارد.